# 巴勒迪克区
巴勒迪克区（法語：Arrondissement de Bar-le-Duc）是法国默兹省所辖的一个区。总面积1450.6平方公里，总人口58789，人口密度41人/平方公里（2018年）。主要城镇为巴勒迪克。

## 辖区
巴勒迪克区辖有110个市镇。